# Thỏ Himalaya

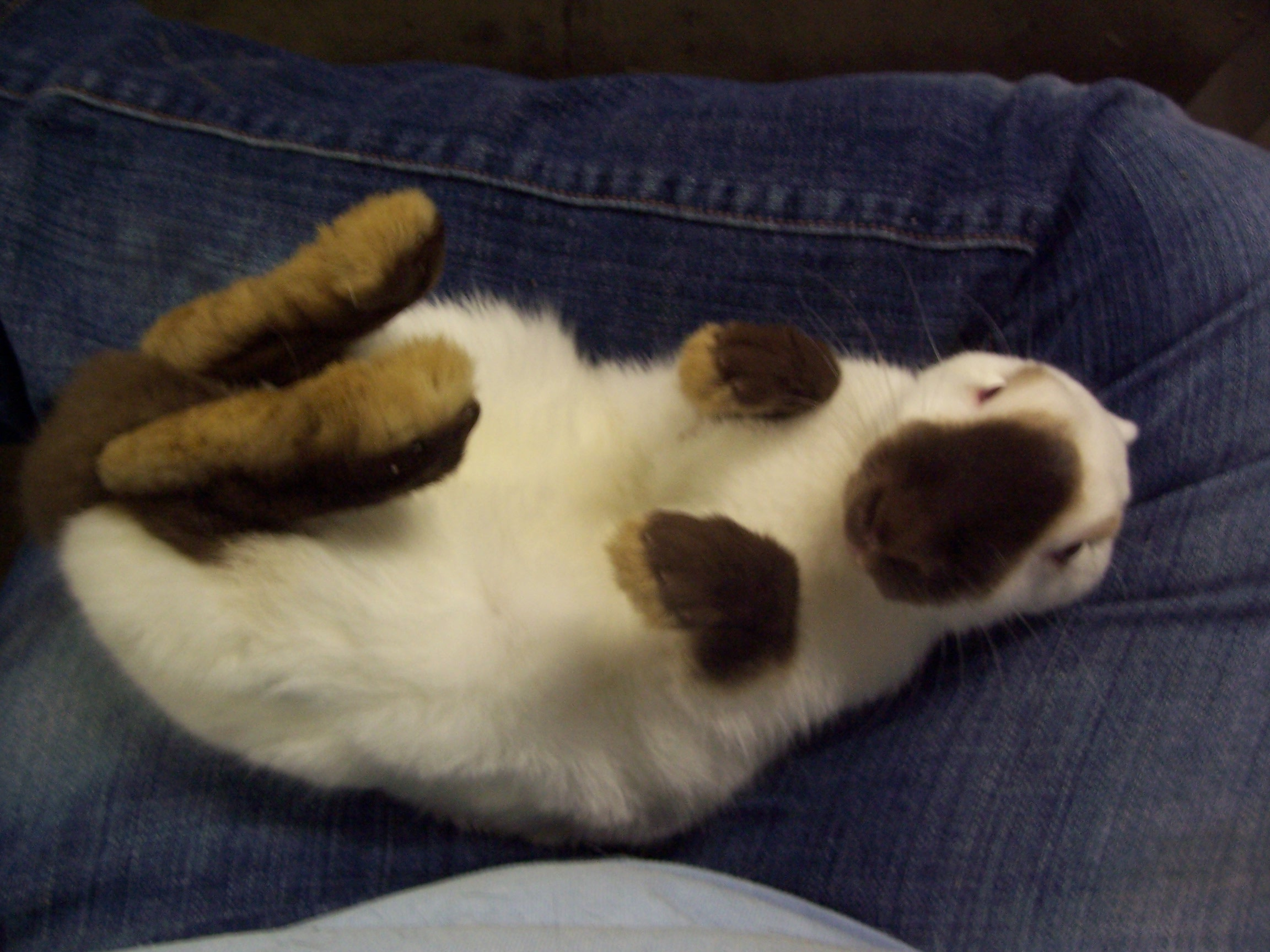
Một con thỏ Himalaya

Thỏ Himalaya là một giống thỏ nhà cỡ trung bình và là tổ tiên của giống thỏ California, chúng bắt nguồn từ Anh. Chúng là giống có khá nhiều tên gọi khác nhau (tuỳ từng vùng) như Black Nose Rabbit, Warren rabbit, Egypt smut, chúng được biết đến với nhiều cái tên thông dụng khác nhau như Chinese, Russian, Egyptian và Black Nose. Đây là loài thỏ đặc biệt có khả năng thay đổi màu sắc.

## Lịch sử
Đây là một trong những giống thỏ lâu đời nhất và phổ biến nhất, tuy nhiên nguồn gốc ban đầu của giống thỏ Himalaya này chưa rõ ràng. Giống Himalaya ngày nay có nguồn gốc ở Anh vào giữa thế kỷ 19. Người ta cho rằng loài này được phát triển từ thỏ mang về từ núi Himalaya bởi các thương nhân phiêu lưu Anh (English merchant adventurers).
Các con thỏ Himalaya đã được phát triển để nuôi vì cả màu sắc đặc biệt của nó và chất lượng của bộ lông chúng. Chúng nhanh chóng trở thành một giống thỏ thương mại phổ biến và cả dùng làm cảnh. Các Himalaya đã được xuất khẩu sang Hoa Kỳ vào đầu những năm 1900. 

## Đặc điểm
Himalayan sinh ra lông có màu trắng toàn bộ. khi lớn lên mới xuất hiện màu đen ở các vùng tai, chân, đuôi, mũi và màu đen này phân bố nhiều/ít, hình dạng thế nào còn tuỳ thuộc vào nhiệt độ môi trường chú thỏ sinh sống. Con thỏ với bộ lộng trắng với những mảng màu tối trên tai, mũi và các chân đã được biết đến ở rất nhiều nơi trên thế giới hàng trăm năm qua. Trong thực tế, có thể các đột biến chịu trách nhiệm về màu của Himalayan có thể đã xãy ra một cách tự nhiên trên nhiều giống thỏ ở các vùng khác nhau trên thế giới.
Các giống Himalaya được phát triển để nuôi tại Anh và tại Pháp không hề có quan hệ di truyền và do đó chúng phải có nguồn gốc khác nhau. Himalayans nhìn chung là một giống thỏ rất điềm tĩnh, đáng yêu và thân thiện. Chúng thông minh, vui tươi và phát triển mạnh tính trật tự trong cộng đồng. Thỏ Himalaya thường tuyệt vời với trẻ em, chúng rất dễ tính, thích được ôm ấp, và hiếm khi cắn hoặc cào.